# سوزانا وايت
سوزانا وايت (بالإنجليزية: Susanna White)‏ هي مخرجة بريطانية، ولدت في 1960 في المملكة المتحدة.

## وصلات خارجية
- سوزانا وايت على موقع IMDb (الإنجليزية)
- سوزانا وايت على موقع ألو سيني (الفرنسية)
- سوزانا وايت على موقع أول موفي (الإنجليزية)
- سوزانا وايت على موقع بوكس أوفيس موجو (الإنجليزية)
- سوزانا وايت على موقع قاعدة بيانات الأفلام السويدية (السويدية)
- سوزانا وايت على موقع قاعدة بيانات الفيلم (الإنجليزية)
- سوزانا وايت على موقع كينوبويسك (الروسية)